# 돈과 시간을 달라
"돈과 시간을 달라"는 대한민국에서 제작된 김원태 감독의 1958년 드라마, 멜로/로맨스 영화이다. 송억 등이 주연으로 출연하였고 김원태 등이 제작에 참여하였다.

## 출연

### 주연
- 송억
- 정민
- 서월영

## 기타
- 조명: 윤영선
- 미술: 갈이준